# Sonho de Malandro
Sonho de Malandro é o segundo álbum do sambista baiano Riachão. Lançado em 1973 (quando ele ainda trabalhava como office-boy do Banco de Desenvolvimento do Estado da Bahia) em formato LP pelo selo Desenbanco, o vinil foi pouco divulgado, e vendeu pouco. Em 1981, o álbum foi relançado pelo selo Tapecar.
Neste álbum predominam os sambas da malandragem, que é também a marca registrada da sua obra, mesclando metais, acordeom, flauta, coro de pastoras e até um regional de choro.

## Faixas
- Todas as músicas compostas por Riachão.

| Lado A |                        |         |  |
| N.º    | Título                 | Duração |  |
| 1.     | "Quando O Galo Cantou" |         |  |
| 2.     | "Eu Também Quero"      |         |  |
| 3.     | "Dia Do Coroa"         |         |  |
| 4.     | "Eu Queria Ela"        |         |  |
| 5.     | "Bacalhau"             |         |  |

| Lado B |                     |         |  |
| N.º    | Título              | Duração |  |
| 6.     | "Lavagem Do Bonfim" |         |  |
| 7.     | "Você Tá Viva"      |         |  |
| 8.     | "Baleia Da Sé"      |         |  |
| 9.     | "Diga-me Sim"       |         |  |
| 10.    | "Que Beleza"        |         |  |